# Штеген
Штеген (нім. Stegen) — громада в Німеччині, знаходиться в землі Баден-Вюртемберг. Підпорядковується адміністративному округу Фрайбург. Входить до складу району Брайсгау-Верхній Шварцвальд.
Площа — 26,32 км2. Населення становить 4539 ос. (станом на 31 грудня 2020).